# 埃查德一世 (東菲士蘭)
埃查德一世（Edzard I. von Ostfriesland，1462年1月15日—1528年2月14日），是東菲士蘭伯爵烏爾里希一世的兒子，西克瑟納家族成員。

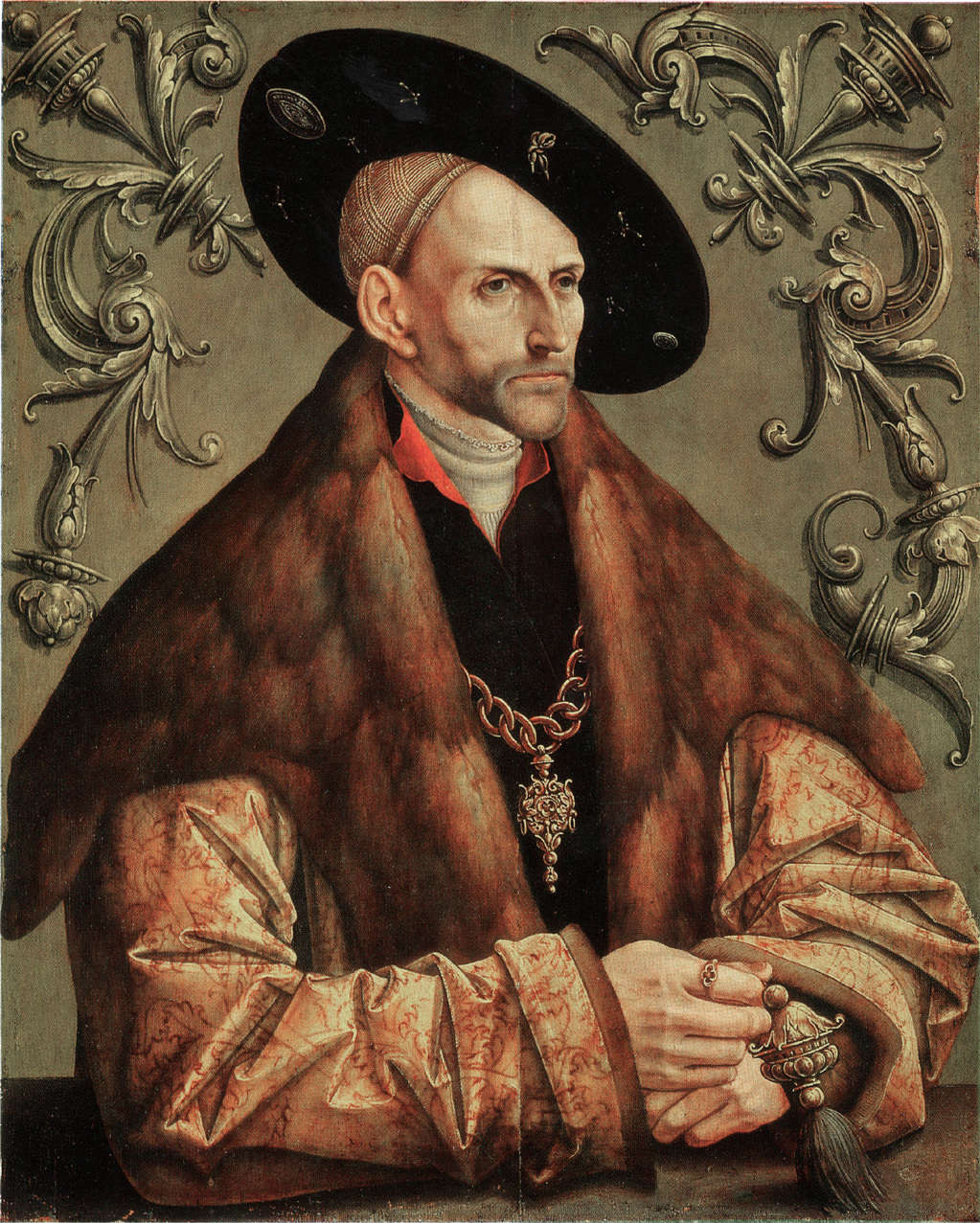
埃查德一世

埃查德一世的妻子是里特貝格伯爵約翰一世的女兒伊麗莎白，有二子一女。
- 埃諾二世（1505—1540）
- 約翰一世（英语：Johan I of East Frisia）（1506—1572）
- 瑪格麗特（1500—1537）